# Ossé
Ossé (tiếng Breton: Oc'heg) là một xã của tỉnh Ille-et-Vilaine, thuộc vùng Bretagne, miền tây bắc nước Pháp.

## Dân số
Người dân ở Ossé được gọi là Osséens.
| Năm | 1962 | 1968 | 1975 | 1982 | 1990 | 1999 | 2006 | 2007 |
| --- | ---- | ---- | ---- | ---- | ---- | ---- | ---- | ---- |
| Dân số | 430  | 442  | 420  | 630  | 705  | 772  | 880  | 1212 |
| From the year 1962 on: No double counting—residents of multiple communes (e.g. students and military personnel) are counted only once. |      |      |      |      |      |      |      |      |